# Burundaj
Burundaj (kazakiska: Boralday, ryska: Бурундай) är en ort i Kazakstan.   Den ligger i oblystet Almaty, i den sydöstra delen av landet, 1 000 km söder om huvudstaden Astana. Burundaj ligger 688 meter över havet och antalet invånare är 20 996.
Terrängen runt Burundaj är platt, och sluttar norrut. Runt Burundaj är det mycket tätbefolkat, med 2 915 invånare per kvadratkilometer. Närmaste större samhälle är Almaty, 12,9 km söder om Burundaj. Runt Burundaj är det i huvudsak tätbebyggt.